# Liste des préfets de la Martinique
Voici la liste des préfets de la Martinique, poste créé en 1947 en substitution de celui de gouverneur par la loi de départementalisation du 19 mars 1946.

## Liste des préfets

### Quatrième République (1947-1958)
| Période         | Période         | Identité          | Fonction précédente                                                   | Observation                                                                         |
| --------------- | --------------- | ----------------- | --------------------------------------------------------------------- | ----------------------------------------------------------------------------------- |
| 18 juillet 1947 | 31 mars 1949    | Pierre Trouillé   | Chargé de mission à l'inspection générale des services administratifs | Nommé délégué de la France à la conférence interaméricaine de l'O.I.T. à Montevideo |
| 26 juillet 1950 | 14 octobre 1954 | Christian Laigret | Gouverneur honoraire des colonies                                     | Disponibilité à demi-traitement avant sa retraite en 1958                           |
| 14 octobre 1954 | 25 avril 1957   | Gaston Villéger   | Préfet de la Guadeloupe                                               | Nommé préfet du Morbihan                                                            |

### Cinquième République (depuis 1958)
| Période          | Période          | Identité                | Fonction précédente                                                            | Observation |
| ---------------- | ---------------- | ----------------------- | ------------------------------------------------------------------------------ | --- |
| 25 avril 1957    | 17 juin 1957     | Bernard Lecornu         | Préfet d'Indre-et-Loire                                                        | Devient conseiller technique au cabinet du sous-secrétaire d'état à la présidence du conseil François Bénard                      |
| 3 juillet 1957   | 25 novembre 1959 | Jacques Boissier        | Gouverneur honoraire des colonies                                              | Nommé préfet de l'Eure |
| 25 novembre 1959 | 17 avril 1961    | Jean Parsi              | Préfet des Oasis en Algérie française                                          | Chargé de la direction du service de coopération technique internationale de police                                               |
| 17 avril 1961    | 8 novembre 1963  | Michel Grollemund       | Sous-préfet du Havre                                                           | À la disposition du ministre d'État chargé des DOM-TOM                                                                            |
| 8 novembre 1963  | 20 juillet 1966  | Raphaël Petit           | Administration centrale                                                        | Premier et seul Préfet originaire de la Martinique Nommé préfet de la Haute-Loire                                                 |
| 20 juillet 1966  | 12 juillet 1967  | Pierre Lambertin        | Préfet de Tarn-et-Garonne                                                      | Nommé préfet de la Nièvre |
| 12 juillet 1967  | 20 juin 1969     | Jean Deliau             | Préfet de la Haute-Saône                                                       | Nommé directeur adjoint du cabinet du Premier ministre                                                                            |
| 9 août 1969      | 15 juin 1970     | Pierre Beziau           | Préfet de la Meuse                                                             | Nommé préfet de la Dordogne |
| 15 juin 1970     | 14 juin 1973     | Jean Terrade            | Sous-préfet de Brest                                                           | Nommé directeur de cabinet du préfet de police de Paris                                                                           |
| 14 juin 1973     | 28 octobre 1975  | Christian Orsetti       | Directeur général des affaires sanitaires et sociales à la préfecture de Paris | Nommé préfet de Lot-et-Garonne |
| 28 octobre 1975  | 27 avril 1978    | Paul Noirot-Cosson      | Préfet délégué pour la police auprès du préfet du Rhône                        | Nommé préfet des Pyrénées-Atlantiques                                                                                             |
| 27 avril 1978    | 25 avril 1979    | Raymond Heim            | Préfet des Hautes-Alpes                                                        | En tant préfet de la zone de défense Antilles-Guyane                                                                              |
| 25 avril 1979    | 16 juillet 1981  | Marcel Julia            | Préfet de la Mayenne                                                           | Nommé préfet du Var |
| 16 juillet 1981  | 6 mars 1985      | Jean Chevance           | Préfet délégué pour la police auprès du préfet du Rhône                        | Nommé préfet de la région Pays de la Loire et de la Loire-Atlantique                                                              |
| 8 mars 1985      | 1987             | Edouard Lacroix         |                                                                                | |
| 1987             | 17 avril 1989    | Jean Jouandet           |                                                                                | Nommé préfet hors cadre |
| 17 avril 1989    | 19 juillet 1991  | Jean-Claude Roure       |                                                                                | Nommé préfet de Saône-et-Loire |
| 5 septembre 1991 | 28 novembre 1994 | Michel Morin            | Préfet de l'Aube                                                               | Nommé préfet de la Haute-Savoie                                                                                                   |
| 28 novembre 1994 | 15 juillet 1998  | Jean-François Cordet    | Préfet de la Guyane                                                            | Nommé préfet de l'Aisne |
| 15 juillet 1998  | 21 juin 2000     | Dominique Bellion       | Préfet de l'Aude                                                               | Nommé préfet de l'Allier |
| 21 juin 2000     | 16 janvier 2004  | Michel Cadot            | Préfet de la Meuse                                                             | Nommé préfet de Maine-et-Loire |
| 16 janvier 2004  | 9 juillet 2007   | Yves Dassonville        | Préfet du Jura                                                                 | Nommé préfet hors cadre |
| 18 juillet 2007  | 28 mars 2011     | Ange Mancini            | Préfet des Landes                                                              | Nommé préfet hors cadre |
| 2 mars 2011      | 31 juillet 2014  | Laurent Prévost         | Préfet de la Haute-Marne                                                       | Nommé directeur général de la sécurité civile et de la gestion des crises à l'administration centrale du ministère de l'intérieur |
| 31 juillet 2014  | 29 juin 2017     | Fabrice Rigoulet-Roze   | Chargé d'une mission de service public relevant du Gouvernement                | Nommé préfet de la Charente-Maritime                                                                                              |
| 29 juin 2017     | 15 janvier 2020  | Franck Robine           | directeur des services de la Région Pays de Loire                              | Nommé préfet de la Corse et de Corse-du-sud .                                                                                     |
| 24 février 2020  | 23 août 2022     | Stanislas Cazelles (d)  | Conseiller outre-mer du président de la République                             | Nommé directeur des ressources et des compétences de la police nationale à l'administration centrale du ministère de l'intérieur. |
| 23 août 2022     | 15 janvier 2025  | Jean-Christophe Bouvier | Préfet du Cher                                                                 | |
| 15 janvier 2025  |                  | Étienne Desplanques     | Préfet de Corrèze                                                              | |